# Frank Knox Morton Rehn
Pour les articles homonymes, voir Rehn.
Frank Knox Morton Rehn, né le 12 avril 1848 à Philadelphie dans l'État de la Pennsylvanie et décédé le 7 juillet 1914 à Gloucester dans l'État du Massachusetts, est un peintre américain, spécialisé dans la peinture maritime.

## Biographie
Frank Knox Morton Rehn naît à Philadelphie dans l'État de la Pennsylvanie en 1848. Il étudie à la Pennsylvania Academy of the Fine Arts sous la direction du peintre Christian Schussele (en). Il commence sa carrière comme peintre portraitiste dans sa ville de naissance.
Il s'installe ensuite sur la côte du New Jersey ou il se spécialise dans la peinture de marine et la peinture de paysage. En 1881, il se marie avec Margaret Selby et le couple s'installe à New York. Avec d'autres peintres, il possède un studio au sein de l'hôtel Chelsea, connu pour ses nombreuses résidences d'artistes.
En 1882, il remporte une médaille lors de l'exposition annuelle de Saint Louis (en). Entre 1910 et 1911, il a été le président du Salmagundi Club de New York. Il a également été membre de l'American Watercolor Society.
Il décède à Magnolia (en), un petit village faisant partie de la ville de Gloucester dans l'État du Massachusetts, en 1914.
Ces œuvres sont notamment visibles ou conservées au Smithsonian American Art Museum de Washington, au Cleveland Museum of Art, à la galerie d'art Albright-Knox de Buffalo et au Detroit Institute of Arts.

## Œuvres

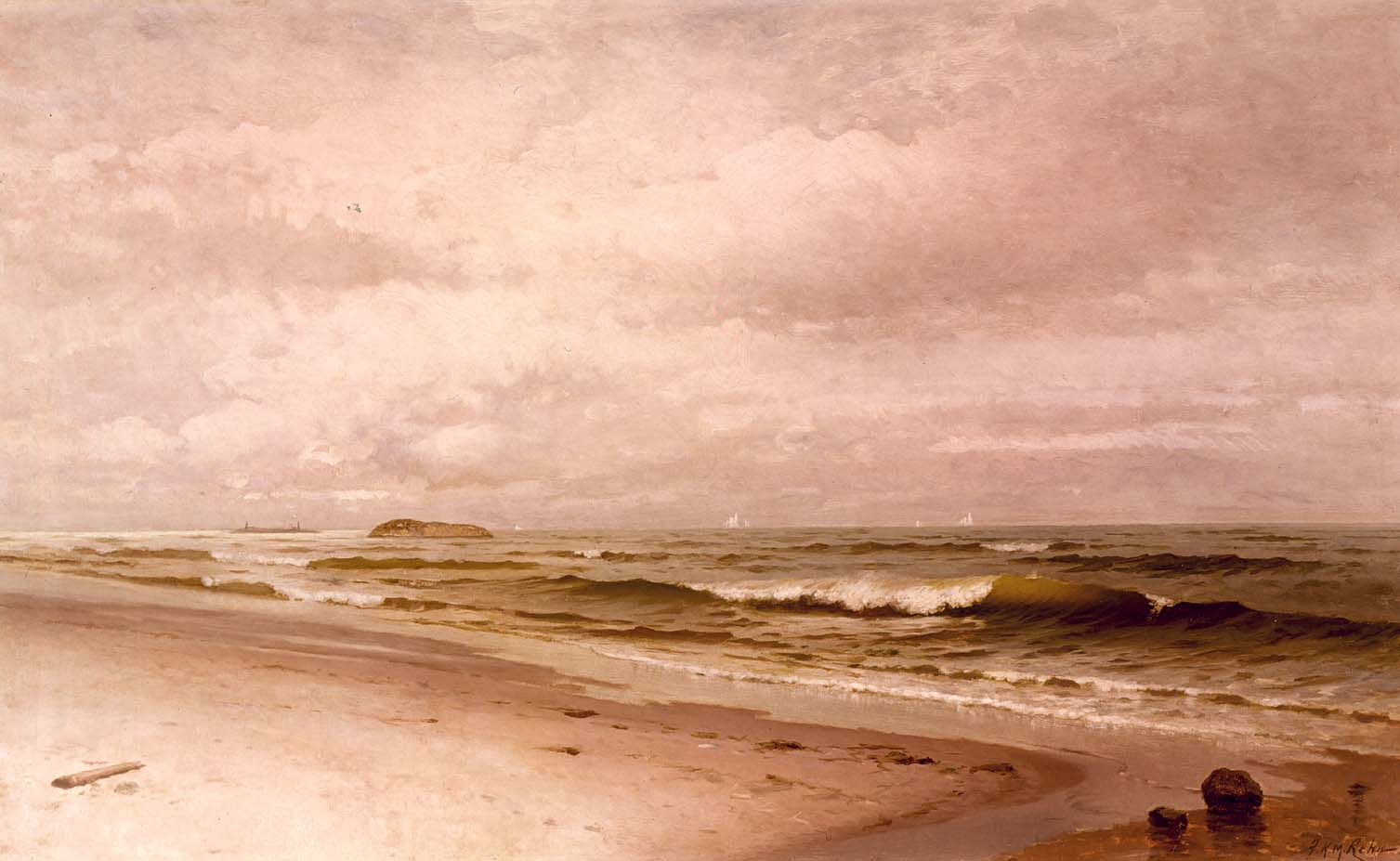
Beach of Bass Rocks, Gloucester, Massachusetts, 1881, Smithsonian American Art Museum
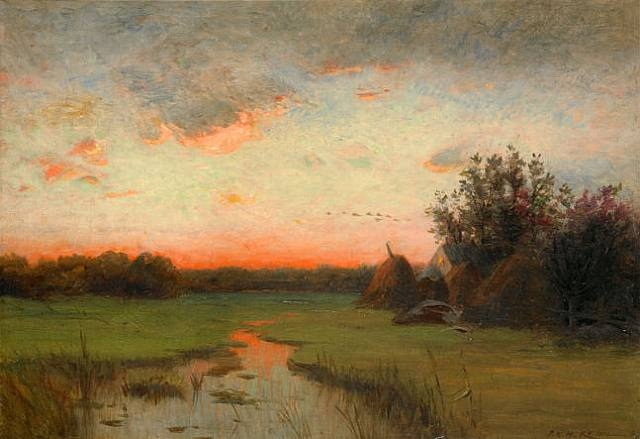
Landscape at sunset, sans date
An October Day, sans date, Cleveland Museum of Art
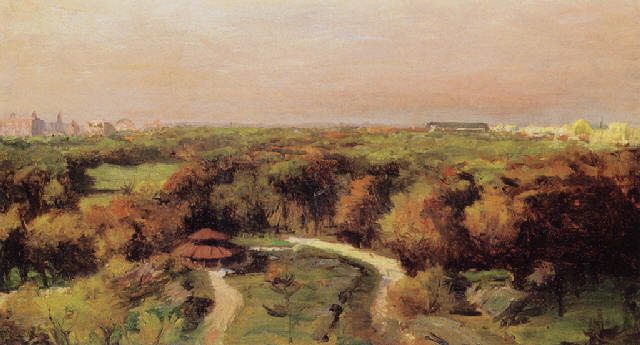
Central Park, 1894
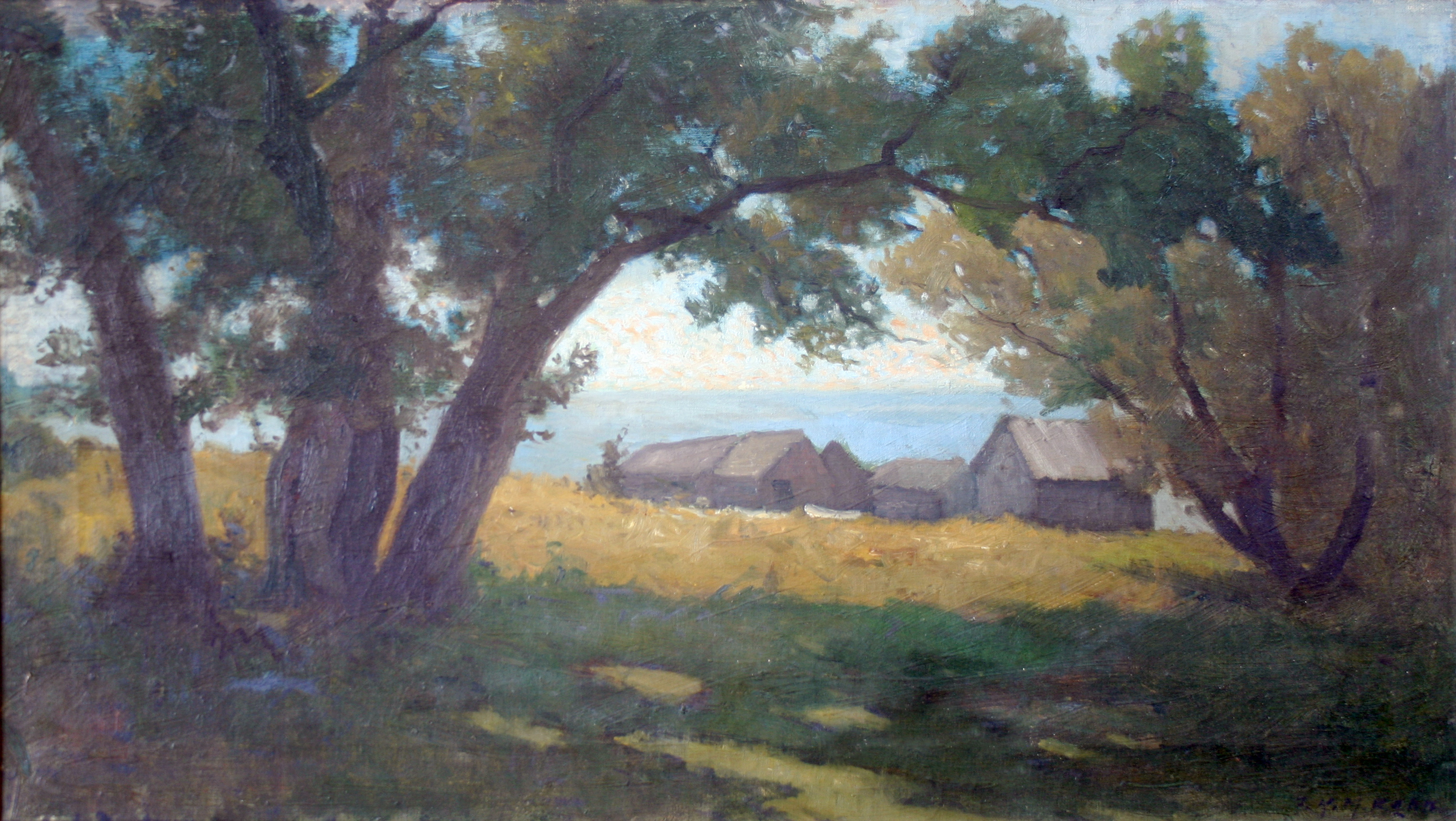
Houses by the Shore, sans date